# Franco Siddi
Franco Siddi, all'anagrafe Francesco Angelo Siddi (Samassi, 25 novembre 1953), è un giornalista e sindacalista italiano.

## Biografia
Ha lavorato per otto anni come collaboratore esterno dell'Unione Sarda, e in seguito due anni come corrispondente-informatore locale del Gazzettino Sardo Rai. Dopo tre anni come addetto stampa del Comune di Cagliari, a fine 1985 ha iniziato a lavorare a La Nuova Sardegna occupandosi di cronaca e politica.
Ha ricoperto il ruolo di presidente dell'Associazione della stampa sarda dal 12 gennaio 1992 al 15 ottobre 2001.
Dopo esserne stato presidente per anni, è stato eletto nel 2007 segretario della Federazione nazionale della stampa italiana, incarico che ha lasciato a febbraio 2015, sostituito da Raffaele Lorusso.
Il 4 agosto 2015 è stato nominato dalla commissione di vigilanza uno dei sette consiglieri di propria competenza nel CdA della RAI.
Il 16 dicembre successivo è eletto presidente dell'associazione «Confindustria Radio Televisioni», organismo che riunisce dal 2013 ventuno aziende che operano nel campo radiotelevisivo, carica confermata l'11 dicembre 2019.
Il 1º maggio 2019 viene insignito a Cagliari dell'onorificenza di "Grande Ufficiale della Repubblica".